# クリスチャン・ウェリッシュ
クリスチャン・ウェリッシュ（Christian Wellisch、1975年9月13日 - ）は、ハンガリーの男性総合格闘家。ブダペスト出身。アメリカ合衆国カリフォルニア州ロサンゼルス在住。アメリカン・キックボクシング・アカデミー所属。

## 来歴
ハンガリーに生まれ、その後オーストリア、アメリカ合衆国へと移住した。
弁護士を目指し、2003年9月6日にはロー・スクールの学費を稼ぐべくX-1に参戦。佐々木健介にフロントネックロックで一本負け。

### UFC
2006年8月26日、UFC初参戦となったUFC 62でシーク・コンゴと対戦し、左膝蹴りでKO負けを喫した。
2006年12月30日、UFC 66でアンソニー・ペロシュと対戦し、判定勝ちを収め、UFC初勝利を挙げた。
2009年1月31日、ライトヘビー級転向初戦となったUFC 94で同じくヘビー級から転向したジェイク・オブライエンと対戦し、判定負け。2連敗となりUFCからリリースされた。

## 戦績
| 総合格闘技 戦績 | 総合格闘技 戦績 | 総合格闘技 戦績 | 総合格闘技 戦績 | 総合格闘技 戦績 | 総合格闘技 戦績 | 総合格闘技 戦績 |
| --------------- | --------------- | --------------- | --------------- | --------------- | --------------- | --------------- |
| 13 試合         | (T)KO           | 一本            | 判定            | その他          | 引き分け        | 無効試合        |
| 8 勝            | 4               | 3               | 1               | 0               | 0               | 0               |
| 5 敗            | 3               | 1               | 1               | 0               | 0               | 0               |

| 勝敗 | 対戦相手               | 試合結果                     | 大会名                                  | 開催年月日     |
| ×    | ジェイク・オブライエン | 5分3R終了 判定1-2            | UFC 94: St-Pierre vs. Penn 2            | 2009年1月31日  |
| ×    | シェイン・カーウィン   | 1R 0:44 KO（右ストレート）   | UFC 84: Ill Will                        | 2008年5月24日  |
| ○    | スコット・ジャンク     | 1R 3:19 ヒールホールド       | UFC 76: Knockout                        | 2007年9月22日  |
| ○    | アンソニー・ペロシュ   | 5分3R終了 判定3-0            | UFC 66: Liddell vs. Ortiz 2             | 2006年12月30日 |
| ×    | シーク・コンゴ         | 1R 2:51 KO（左膝蹴り）       | UFC 62: Liddell vs. Sobral              | 2006年8月26日  |
| ○    | ダン・エバンセン       | 2R終了時 TKO（タオル投入）   | IFC: Caged Combat                       | 2006年4月1日   |
| ○    | トム・ハワード         | 1R 2:11 チョークスリーパー   | Valor Fighting: Showdown At Cache Creek | 2006年2月3日   |
| ×    | ソア・パラレイ         | 2R 4:33 TKO（パンチ連打）    | Shooto Australia: NHB                   | 2004年2月12日  |
| ○    | ヴィンス・ルセロ       | 1R TKO（パンチ連打）         | CFM: Octogono Extremo                   | 2003年9月27日  |
| ×    | 佐々木健介             | 1R 2:35 フロントネックロック | X-1                                     | 2003年9月6日   |
| ○    | ジェイ・ホワイト       | 3R 3:42 TKO（パンチ連打）    | WEC 4: Rumble Under the Sun             | 2002年8月31日  |
| ○    | サム・ソテロ           | 1R 4:20 チョークスリーパー   | KOTC 16: Double Cross                   | 2002年8月2日   |
| ○    | デニス・タディオ       | 1R 1:23 TKO（パウンド）      | Shogun 1                                | 2001年12月15日 |